# Tango Suite
Tango Suite es una composición para dos guitarras escrita por Astor Piazzolla en 1984. La obra fue dedicada y compuesta para el Dúo Assad, agrupación conformada por los hermanos guitarristas de Brasil, Sérgio y Odair Assad. La pieza se ha convertido en parte del repertorio camerístico de guitarra en dúo.

## Contexto histórico
Astor Piazzolla conoció a Sérgio Assad y a Odair Assad en 1983, cuando estos tocaron un arreglo para dos guitarras del Escolaso de la Suite Troileana en una fiesta en París. Asombrado por su capacidad interpretativa, Piazzolla decide componer una obra original para el dúo. Meses después les presentó la partitura de la Tango Suite, que fue estrenada en Bélgica, en 1984. Las anécdotas señalan que Piazzolla tenía un gran talento y disposición para entender el funcionamiento y características de instrumentos distintos al bandoneón. En particular, sus conocimientos sobre la guitarra los obtuvo por su colaboración con Horacio Malvicino, que tocaba en su octeto. Malvicino señala:
Yo le mostré cómo era el instrumento, la forma, cómo estaban divididas las cuerdas, lo que podía ser difícil, lo que podía llegar a ser fácil... tenía tanta capacidad que esa vez sola fue suficiente para aprender todo lo necesario.

## Estructura
La pieza se compone de tres movimientos:
1. Tango n. 1: Allegro
2. Tango n. 2: Andante
3. Tango n. 3: Allegro

## Análisis
La pieza es una obra de gran virtuosismo para los intérpretes. Es de carácter concertante, pues ninguna de las guitarras se establece como solista, sino que ambas se reparten el protagonismo y dialogan.

### Tango n. 1
El primer movimiento está escrito en Allegro, con compás de 4
4 y una forma ABCA'. La primera sección (A) expone el tema A en la tonalidad de la menor. Esta primera parte ya induce el estilo rítmico jazzístico y polirrítmico. La sección B comienza en el compás 58, consistiendo en un gran pedal en la tonalidad de si menor. Esta sección es de un carácter más estático y homofónico. La sección C aparece en el compás 80 con el tema B, un tema contrastante en cuanto a tempo y carácter. Aquí Piazzolla usa un giro melódico tipo Be-Bop. En el compás 104 aparece la reexposición o sección A' y culmina en el compás 133, que es donde está escrita la Coda.

### Tango n. 2
Escrito en Andante con compás de 4
4, este movimiento tiene forma de rondó con las secciones ABACA. La sección A tiene un Ritornello en mi menor que interpreta la primera guitarra, un tema ascendente tipo pregunta-respuesta. La sección B comienza en el compás 13, también hecho como pregunta-respuesta. En el compás 35 vuelve a aparecer el Ritornello. En el compás 46 aparece la nueva sección C, con un motivo que expone la primera guitarra. El movimiento termina con el Ritornello en el compás 67, marcado como Adagio. Molto rubato.

### Tango n. 3
Movimiento con compás de 4
4 escrito en Allegro y en forma ternaria: ABA. La sección A expone el primer tema en mi menor desde la primera guitarra. El tema tiene un carácter rítmico en forma de pregunta-respuesta. Usa procedimientos jazzísticos y elementos de poliritmia. La sección B es un tema cantabile que contrasta con el primer tema, pues es más largo, con 16 compases. La reexposición del tema A aparece en el compás 146, de manera idéntica hasta el puente, que esta vez es de mayores dimensiones, hasta la coda en el compás 202, que es el gran final de toda la obra, que tiene un carácter violento estructurado en tres frases.

## Versiones
Jack Sharretts realizó un arreglo para quinteto de alientos madera (flauta, oboe, clarinete en si bemol, fagot y corno francés), editada por Berben Edizioni Musicali.  En 1993, Nancy Zeltsman publicó un disco con una versión de la suite para marimba sola en el disco Woodcuts. Music for Solo Marimba.
Al Di Meola grabó el primer y tercer movimiento de la suite en su disco Di Meola plays Piazzolla, con un arreglo para dos guitarras y percusiones. El mismo Di Meola había interpretado una versión de la suite para dos guitarras y percusiones en 1993, en el Munich Summer Piano Festival de Múnich, junto con Chris Carrington en la guitarra y Arto Tunboyaciyan en las percusiones.

## Grabaciones
- Latin American Music for Two Guitars. Sérgio Assad y Odair Assad (guitarras). Nonesuch, 1985[13]
- Tango Suite! Romance for Two Guitars. The Newman & Oltman Guitar Duo. Musicmasters, 1991[14]
- Woodcuts: Music for Solo Marimba. Nancy Zeltsman (marimba). GM Recordings, 1993[9][15]
- Di Meola plays Piazzolla. Al Di Meola, guitarra. Mesa/Bluemoon Recordings, 1996[16][17]
- Yo-Yo Ma: Soul of the tango. The Music of Astor Piazzolla. Yo-Yo Ma (violonchelo), Sergio Assad (guitarra). Sony Music, 1997[18][19]
- Piazzolla: Complete Works with Guitar. Oscar Roberto Casares y Edoardo Catemario. Arts Music GmbH, 2003[20]
- Le grand tango. Katona Twins. Peter Katona y Zoltán Katona (guitarras). Channel Classics, 2004[21]
- Astor Piazzolla: Tango Suite. Geneva Guitar Duo: Miriam Fernández y Mauricio Carrasco. 2014[22]